# Сурський острів
Сурський острів — острів на Дніпрі навпроти гирла річки Мокра Сура біля поселень Дніпрове й Волоське. Територіально належить до Дніпропетровського району.
Сурський острів у правого берега Дніпра, 3-2 верстви завдовжки, 200 сажень завширшки, названий од річки Сури, яка вливається в Дніпро якраз проти середини острова. Проти Сурського острова, коло лівого берега Дніпра, виступає невеликий острів Муравний, показаний на «Атласі Дніпра» та на «Плані Дніпра» XVIII в. Тут виступає Сурський поріг.

## Археологія
Стоянка осокорівської культури ранньої середньокам'яної доби.
На острові Сурському вивчений житловий комплекс часів нової кам'яної доби сурсько-дніпровської культури, що складається з трьох жител і одного двору з вогнищем у центрі.